# Državna agencija za istrage i zaštitu

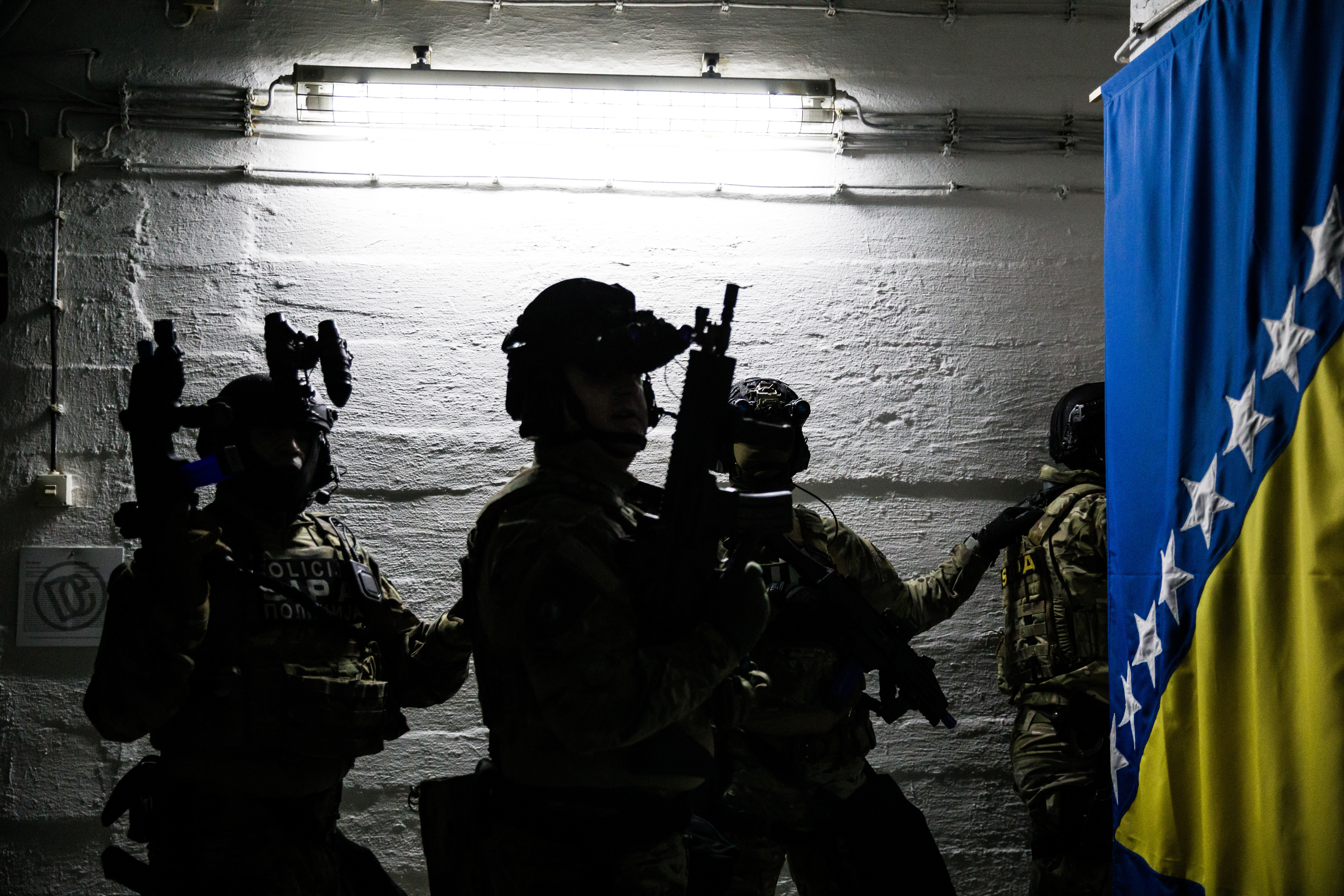
Die SIPA Special Support Unit, Antiterroreinheit der SIPA

Die Državna agencija za istrage i zaštitu (englisch State Investigation and Protection Agency, kurz SIPA, deutsch Staatliche Ermittlungs- und Schutzagentur) ist eine bosnisch-herzegowinische staatliche Polizeibehörde, die im Jahr 2005 mit Sitz in Ost-Sarajevo gegründet wurde. Neben dem Hauptsitz in Ost-Sarajevo verfügt die SIPA über regionale Büros in Banja Luka, Mostar und Tuzla. Die SIPA untersteht direkt dem Ministerium für Sicherheit von Bosnien und Herzegowina. Sie ist die erste Polizeibehörde auf Staatsebene nach der Unterzeichnung des Dayton-Abkommen und stellt daher eine wichtige Voraussetzung für die Annäherung Bosnien und Herzegowinas an die Europäische Union dar.

## Geschichte
Nach dem Bosnienkrieg und dem Dayton-Abkommen wurde im Jahr 2002 die Agentur für Information und Schutz Bosnien und Herzegowinas (Agencija za informacije i zaštitu Bosne i Hercegovine) als erste Organisation mit sehr begrenzten polizeilichen Befugnissen gegründet. Diese unabhängige Agentur war für die Sammlung von Daten im Zusammenhang mit internationalen Verbrechen und der Strafgesetzgebung Bosnien und Herzegowinas sowie für den Schutz hochrangiger Persönlichkeiten sowie diplomatischer und konsularischer Vertretungen des Landes zuständig.
Im Juni 2004 wurde aus der Agentur für Information und Schutz die heutige Staatliche Ermittlungs- und Schutzagentur (SIPA) geschaffen. Sie untersteht dem Ministerium für Sicherheit, ist jedoch in operativen Angelegenheiten unabhängig.

## Organisation
- Direktor und Stellvertreter[3]
- Sektor Planung, Analyse, Kooperation und PR[3]
- Ermittlungsabteilung[3]
- Interne Kontrolle[3]
- Sektor für Administration und Interne Unterstützung[3]
- Sektor für Material und Finanzen[3]
- Interne Auditeinheit[3]
- Zeugenschutzeinheit[3]
- Sektor für Operationsunterstützung[3]
- Sektor für die Untersuchung von Kriegsverbrechen und Kriminalität strafbar unter Internationalen Humanitärem Recht[3]
- Abteilung für Finanzinformationen[3]
- SIPA Special Support Unit[3]
- Regionalbüro Sarajevo[3]
- Regionalbüro Banja Luka[3]
- Regionalbüro Mostar[3]
- Regionalbüro Tuzla[3]